# Röntgenkamera
Eine Röntgenkamera ist eine zur Verwendung in der Röntgendurchleuchtung optimierte Filmkamera oder elektronische Kamera. Im Unterschied zu normalen Kameras ist die Optik dafür ausgelegt, die Bilder zu fotografieren, die auf der Oberfläche eines Leuchtschirms (Szintillators) durch Bildwandlung von Röntgenstrahlung in sichtbares Licht entstehen.
Da die Röntgenbilder relativ wichtige Informationen bis in kleinste Bereiche enthalten, kommen hochauflösende Kamerasysteme zum Einsatz, die zudem aufgrund der Verluste durch Entfernung und Optik äußerst empfindlich sein müssen. Bis vor wenigen Jahren waren analoge Röhrenkameras durch ihre höhere Auflösung und niedrigeres Rauschen den digitalen Systemen überlegen. Wegen ihrer besseren optischen Eigenschaften (Verzerrung, Fokussierung) werden inzwischen hochauflösende Digitalsensoren bevorzugt. Oft werden mehrere CMOS- oder CCD-Chips in einer Kamera zu einer Einheit zusammengebaut, um so höhere Lichtstärken und Auflösungen zu erhalten. 

## Gebräuchliche Auflösungen
- 2048 × 2048 pixel / 12-16 Bit
- 3072 × 3072 pixel / 12-16 Bit
- 4096 × 4096 pixel / 14-16 Bit

Da das Licht des Szintillators monochrom ist (meist im grünen Bereich mit einer Wellenlänge von 550 nm), werden nur einfarbige Bilder aber mit hohen Graustufenwerten generiert.

## Trends
Heute werden Röntgenaufnahmen zunehmend digital archiviert (siehe PACS, DICOM), was die Verwendung einer digitalen Kamera oder eines Festkörper-Panels nahelegt. Da die Festkörper- und Paneltechnik von der Entwicklung der LCD-TFT-Bildschirme profitiert, werden die flachen Panels immer günstiger und sie werden die aufwändige CCD-Kameraproduktion mit ihrem hohen Raumbedarf durch die notwendige Optik in diesem Bereich verdrängen.